# Mysella derjugini
Mysella derjugini is een tweekleppigensoort uit de familie van de Montacutidae.